# Belmont (condado de Middlesex, Massachusetts)
Belmont é um lugar designado pelo censo localizado no condado de Middlesex no estado estadounidense de Massachusetts. No Censo de 2010 tinha uma população de 24.729 habitantes e uma densidade populacional de 2.021,58 pessoas por km².

## Geografia
Belmont encontra-se localizado nas coordenadas 42° 23′ 43″ N, 71° 10′ 49″ O. Segundo a Departamento do Censo dos Estados Unidos, Belmont tem uma superfície total de 12.23 km², da qual 12.05 km² correspondem a terra firme e (1.52%) 0.19 km² é água.

## Demografia
Segundo o censo de 2010, tinha 24.729 pessoas residindo em Belmont. A densidade populacional era de 2.021,58 hab./km². Dos 24.729 habitantes, Belmont estava composto pelo 83.46% brancos, o 1.84% eram afroamericanos, o 0.11% eram amerindios, o 11.06% eram asiáticos, o 0.01% eram insulares do Pacífico, o 0.82% eram de outras raças e o 2.7% pertenciam a duas ou mais raças. Do total da população o 3.05% eram hispanos ou latinos de qualquer raça.